# Port de Munichie
Le port de Munichie, en grec moderne : Λιμένας Μουνιχίας / Liménas Mounichías, appelé Mikrolímano/ , en français : Petit port, est le troisième port naturel du Pirée, en Grèce. De forme ovale, il est situé à l'est du Pirée et surplombe l'entrée du golfe Saronique. 

## Antiquité
Dans l'Antiquité, comme les deux autres ports du Pirée (Zéa et une partie du port central), il était caractérisé comme un port de guerre (c'est-à-dire l'actuelle station navale) de l'Athènes antique. Autour du bassin portuaire, et à une distance de 60 mètres du front de mer, il y avait un mur d'enceinte pour protéger les installations portuaires publiques de l'époque. Il n'y a pas de détails sur cette zone portuaire fermée. Ce port pénétrait dans la colline de Munichie d'où il tire son nom, offrant une grande protection contre les vents du nord, du sud et de l'ouest. À cette époque, il avait une baie d'entrée de 37 m avec de solides brise-lames, aux extrémités desquels se trouvaient des tours reliées, par une chaîne, au périmètre du Pirée.
C'était un port fermé comme les deux autres, c'est-à-dire que les deux tours étaient fermées par une chaîne que l'on relevait à chaque fois. Ainsi, l'ensemble du port était situé dans l'enceinte du Pirée. Le fait que le port de Munichie était un port de guerre est déduit à la fois des inscriptions qui ont été trouvées et d'une confession de l'orateur Isée. Le fait qu'il était plus petit que les deux autres est attesté par le faible nombre de cales sèches, qui n'était que de 82 (selon les inscriptions qui ont été trouvées). Ces cales sèches, autour du port, mesuraient chacune 37 m de long et 6,25 m de large et occupaient une longueur latérale de 512 m de quai (la longueur totale du quai était d'environ 600 m). Le reste de la zone doit être considéré comme une zone nécessaire pour la réparation et la construction d'anciens navires de guerre. Dans cette zone, il devait y avoir des quais ou ce qu'on appelait à l'époque des sols  pour le débarquement des équipages et le chargement et déchargement des matériaux.
Sur la plage du port de Mounichie, il semble qu'il y ait eu un bâtiment d'entrepôt, une sorte de petite loge pour répondre aux besoins des navires. C'est dans ce port qu'étaient amarrés les anciens « navires sacrés » tels que la Paralienne (el), et la Salaminienne, pendant les fêtes des Mounichies. C'est également de ce port que partaient les ennemis présumés de l'État athénien et les exilés politiques, comme l'orateur Eschine. 
Il faut noter qu'à la place du port de Munichie, les premiers chercheurs modernes ont placé le port de Fáliro. Cette opinion était soutenue fanatiquement par de nombreux Grecs ainsi que par des archéologues historiques étrangers. Aujourd'hui, cette opinion n'est soutenue par personne. Le dernier partisan de cette opinion fut Perret G., en 1887, qui tenta de définir le port de Zéa comme le port de Munichie, mais cette opinion totalement insoutenable ne fut pas suivie.